# Керимов, Керим Аббас-Алиевич
Кери́м Абба́с-Али́евич Кери́мов (азерб. Kərim Abbasəli oğlu Kərimov; 1917—2003) — советский учёный-инженер, генерал-лейтенант артиллерии, председатель Государственной комиссии по лётным испытаниям пилотируемых кораблей (1966—1991).
Один из основателей советской космической программы, внёсший значительный вклад в освоение космоса. В течение многих лет являлся одной из центральных фигур в советской космонавтике. Несмотря на важную роль, личность Керимова держалась в секрете от общественности на протяжении большей части его карьеры.

## Биография
Родился 1 (14) ноября 1917 года в Баку, в семье инженера-технолога Аббас-Али Керимова. По национальности — азербайджанец. Дед Керимова по материнской линии — Асадулла Ахмедов, был членом парламента Азербайджанской Демократической Республики.
В 1936—1939 годах учился на энергетическом факультете Новочеркасского индустриального института им. Серго Орджоникидзе. Окончил АзИИ в 1942 году и Артиллерийскую академию имени Ф. Э. Дзержинского в конце 1943 года.
Во время войны на заводах Московского промышленного куста Керимов занимался приёмкой у промышленности гвардейских минометных установок типа «Катюша» и снарядов к ним, за что был удостоен ордена Красной Звезды. В 1946 году он вместе с другими специалистами по ракетной технике был направлен в Нордхаузен (Германия) для сбора информации о баллистической ракете «Фау-2».

## Деятельность в космонавтике

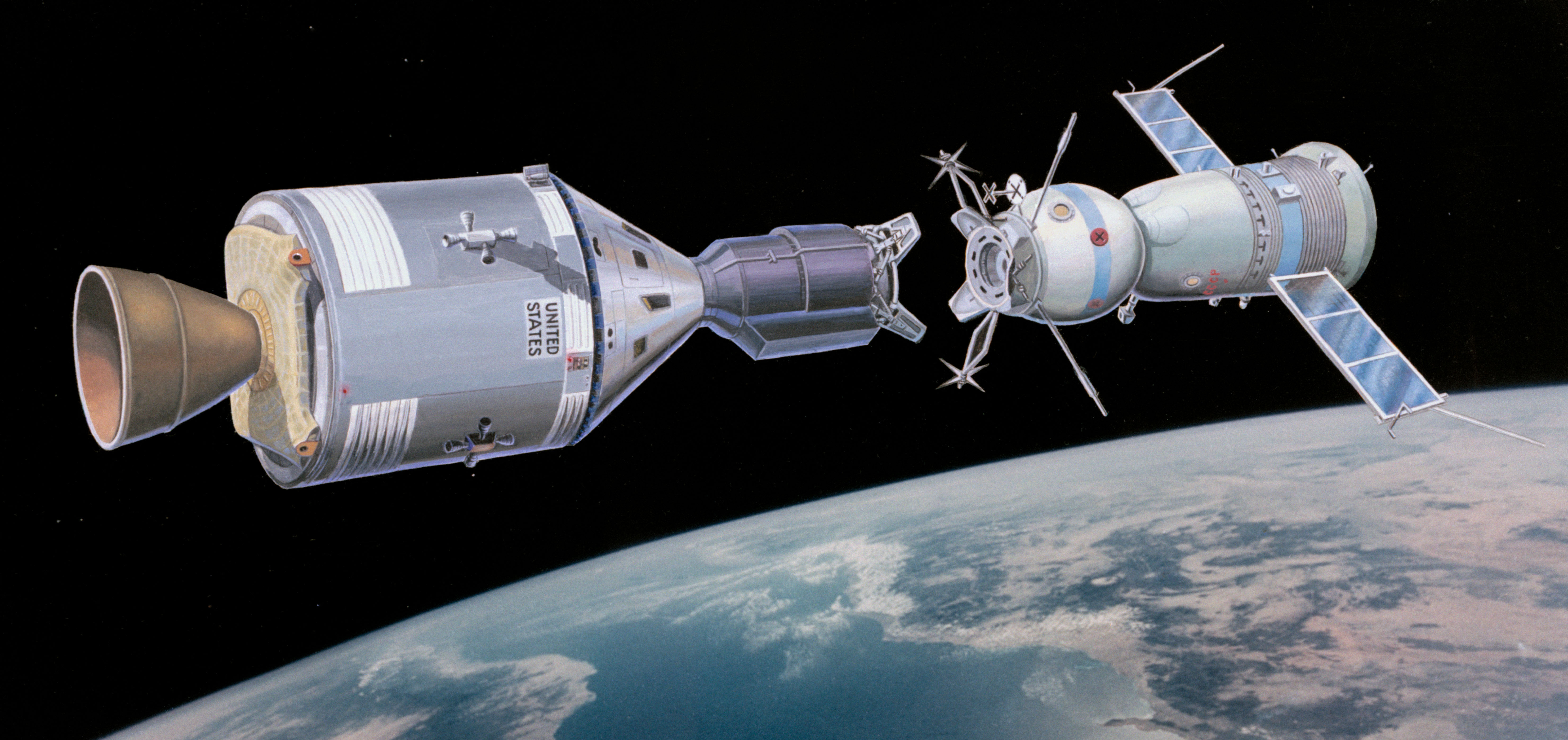
Корабли «Аполлон» (слева) и «Союз» (справа). Реконструкция. Работы, связанные с подготовкой полёта в 1975 году, курировал Керим Керимов

Затем проходил службу в Центральном аппарате МО СССР, где прослужил 20 лет на различных должностях: от старшего инженера до начальника Центрального управления космических средств РВСН.
- В сентябре 1960 года назначен начальником Главного управления ракетного вооружения (ГУРВО), а в 1964 году возглавил только что созданное Центральное управление космических средств (ЦУКОС) Ракетных войск стратегического назначения. За внедрение спутникового фоторазведывательного комплекса «Зенит» удостоен Ленинской премии. С 1965 года руководил Главным космическим управлением в Министерстве общего машиностроения СССР, которое занималось созданием ракетной и космической техники. В 1966 году, находясь в этой должности, стал председателем Государственной комиссии по пилотируемым полетам и руководил ею в течение 25 лет. Комиссия занималась госприёмкой всех пилотируемых космических кораблей.
- Назначался председателем государственных комиссий по летным испытаниям систем: связи «Молния-1», «Метеор-1» и ориентированного спутника для зондирования Земли, а также системы по программе посадки на Луну[8].
- В октябре 1967-го присвоено воинское звание генерал-лейтенанта за успешную стыковку на орбите между двумя беспилотными космическими аппаратами («Космос-186» и «Космос-188»).
- В 1974 году, оставаясь председателем Госкомиссии, переведён на должность первого заместителя директора ЦНИИМаш. В этой должности курировал работы, связанные с запуском и эксплуатацией орбитальной станции «Мир».

- В 1975 году курировал подготовку совместного советско-американского полета «Союз» — «Аполлон».

Начиная с 1967 года как председатель государственной комиссии лично отправлял в космос все экипажи космических кораблей. Именно ему они докладывали на космодроме о готовности к полёту и ему же отчитывались о выполнении задания после приземления. Тем не менее, самого Керимова в телерепортажах показывали только со спины, его имя не упоминалось в средствах массовой информации и было строго засекречено.
Личность председателя государственной комиссии стала впервые известна только летом 1987 года из газет «Правда» и «Советская Россия», когда в СССР началась Перестройка.
В 1991 году, в возрасте 74 лет, вышел в отставку, но продолжал работать консультантом ЦУПа.
Написал в 1995 году книгу об истории советской космической программы. Является автором автобиографической книги «Дорога в космос» (Записки председателя Государственной комиссии), вышедшей в бакинском издательстве «Азербайджан» на русском языке в 1995 году. Был избран почётным членом Национальной академии наук Азербайджана.
Умер 29 марта 2003 года. Похоронен в Москве на Ваганьковском кладбище.

## Память
- Его именем названа школа № 8 в городе Баку[10], в которой он учился[11].
- Его именем названа школа № 157 — ныне гимназия № 1583 им. К. А. Керимова с дошкольным отделением города Москвы[12].
- В 2007 году была выпущена почтовая марка Азербайджана, посвящённая Керимову.
- Дорога в космос: к 100-летию генерала Керима Керимова
- Его именем названа орбитальная станция в компьютерной игре Elite: Dangerous[источник не указан 501 день].

## Награды
- Герой Социалистического Труда (1987) — за создание многомодульной орбитальной станции «Мир» и обеспечение полётов на эту станцию
- орден «За заслуги перед Отечеством» IV степени (2001) — за большой личный вклад в становление и развитие российской космонавтики и ракетостроения[13]
- орден «Слава» (1994, Азербайджан) — за большие заслуги в области научной и военно-патриотической деятельности[14]
- два ордена Ленина: (1961 — за участие в подготовке первого пилотируемого полёта человека в космос; 1987)
- два ордена Трудового Красного Знамени
- орден Красной Звезды (1945)
- Ленинская премия (1966) — за внедрение спутникового фоторазведывательного комплекса «Зенит»
- Сталинская премия третьей степени (1950) — за разработку новой радиоаппаратуры (внедрение радиоизмерительной системы «Дон»)
- Государственная премия СССР (1979) — за успешное осуществление полётов на пилотируемые орбитальные станции
- медаль «За боевые заслуги»
- медаль «За победу над Германией в Великой Отечественной войне 1941—1945 гг.»